# Frente Nacional Progresista
El Frente Nacional Progresista (en árabe: الجبهة الوطنية التقدمية, al-Ŷabhat al-Waṭanīyat at-Taqaddumīya, FNP), creado en 1972, fue una coalición de partidos políticos en Siria, orientada al socialismo árabe y el nacionalismo árabe, que acepta el liderazgo en la sociedad siria del Partido Baaz Árabe Socialista de Siria.

## Historia
El FNP fue establecido por el presidente Hafez al-Asad para promover la participación en el gobierno a otros partidos políticos ajenos al Baaz.
Desde 1972 hasta la fecha, sólo los partidos que participan en el FNP han sido legales en Siria. Tradicionalmente, los partidos del FNP han tenido una orientación socialista y/o nacionalista árabe, pero en 2005 el Partido Social Nacionalista Sirio fue formalmente legalizado y se convirtió en el primer partido no socialista ni nacionalista árabe en ser admitido en el FNP. Si bien es cierto que el gobierno sirio ha permitido cierta tolerancia con los partidos y organizaciones políticas más o menos cercanas ideológicamente, los movimientos étnicos (como el asirio o el kurdo) continúan siendo reprimidos, así como ocurre con los partidos derechistas o basados en principios religiosos (ya sea cristianismo, Islam o cualquier otra religión).
Después de ser parte del FNP, el Partido Social Nacionalista Sirio se unió al opositor Frente Popular para el Cambio y la Liberación cuando fueron las elecciones parlamentarias de Siria de 2012. Sin embargo, el PSNS apoyó la reelección de Bashar al-Ásad en las elecciones presidenciales de junio de 2014 y posteriormente se reincorporó al FNP.

## Composición
El FNP estaba compuesto por once partidos políticos hasta su disolución el 11 de diciembre de 2024.

### Miembros
|  | Partido                                                                       | Ideología              | Bancas | Líder               |
|  | ----------------------------------------------------------------------------- | ---------------------- | ------ | ------------------- |
|  | Partido Baaz Árabe Socialista de Siria (حزب البعث العربي الاشتراكي)           | Baazismo               | 167    | Bashar al-Ásad      |
|  | Partido Social Nacionalista Sirio (الحزب السوري القومي الاجتماعي)             | Nacionalismo sirio     | 3      | Fares al-Saad       |
|  | Unión Socialista Árabe de Siria (حزب الاتحاد الاشتراكي العربي في سورية)       | Nasserismo             | 3      | Safwan al-Qudsi     |
|  | Unionistas Socialistas (الوحدويون الاشتراكيون)                                | Nasserismo             | 2      | Fayiz Ismail        |
|  | Partido Comunista Sirio (Bakdash) (الحزب الشيوعي السوري)                      | Marxismo-leninismo     | 2      | Wisal Farha Bakdash |
|  | Partido Comunista Sirio (Unificado) (الحزب الشيوعي السوري الموحد)             | Marxismo-leninismo     | 2      | Hanin Nimir         |
|  | Movimiento de Pacto Nacional (حركة العهد الوطني)                              | Nacionalismo árabe     | 2      |                     |
|  | Partido de Unión Árabe Democrática (حزب الاتحاد العربي الديمقراطي)            | Nacionalismo árabe     | 1      | Muhammad al-Sufi    |
|  | Partido Unionista Socialista Democrático (الحزب الوحدوي الاشتراكي الديمقراطي) | Socialismo democrático | 1      |                     |
|  | Movimiento Socialista Árabe (حركة الاشتراكيين العرب)                          | Socialismo árabe       | 0      | Akram al-Hawrani    |
|  | Unionistas Socialdemócratas (الوحدويون الديمقراطيون الاجتماعيون)              | Socialdemocracia       | 0      |                     |

### Elecciones a la Asamblea Popular de Siria
| Elección | Escaños | +/–         | Posición |
| -------- | ------- | ----------- | -------- |
| 1973     | 186/186 | 186         | 1.º      |
| 1977     | 195/195 | 9           | 1.º      |
| 1981     | 195/195 | Sin cambios | 1.º      |
| 1986     | 195/195 | Sin cambios | 1.º      |
| 1990     | 250/250 | 55          | 1.º      |
| 1994     | 250/250 | Sin cambios | 1.º      |
| 1998     | 250/250 | Sin cambios | 1.º      |
| 2003     | 250/250 | Sin cambios | 1.º      |
| 2007     | 250/250 | Sin cambios | 1.º      |
| 2012     | 168/250 | 82          | 1.º      |
| 2016     | 200/250 | 32          | 1.º      |
| 2020     | 183/250 | 17          | 1.º      |